# چسزکزینا
چسزکزینا (به لاتین: Trzeszczyna) یک روستای لهستان در لهستان است که در Gmina Łobez واقع شده‌است.